# Melomys cooperae
Melomys cooperae  (Kitchener, 1995) è un roditore della famiglia dei Muridi endemico dell'isola di Yamdena, Indonesia.

## Descrizione

### Dimensioni
Roditore di piccole dimensioni, con la lunghezza della testa e del corpo tra 112,7 e 139,5 mm, la lunghezza della coda tra 139,7 e 170 mm, la lunghezza del piede tra 24,8 e 28,1 mm, la lunghezza delle orecchie tra 16,3 e 19,7 mm e un peso fino a 96.5 g.

### Aspetto
Le parti superiori sono bruno-cannella, con riflessi nerastri sul muso e sulla fronte, in netto contrasto con le guance bianche, mentre le parti ventrali, le parti interne degli arti e il dorso delle zampe sono bianchi. Sono presenti degli anelli nerastri intorno agli occhi. Le orecchie sono corte e color cannella. La coda è più lunga della testa e del corpo, è grigio-bluastra sopra e grigio chiaro sotto ed è ricoperta da 12-14 anelli di scaglie per centimetro, ognuna corredata da un singolo lungo pelo.

## Biologia

### Comportamento
È una specie arboricola.

### Riproduzione
Femmine gravide sono state catturate in aprile e maggio.

## Distribuzione e habitat
Questa specie è endemica dell'isola di Yamdena, Isole Tanimbar, Indonesia.
Vive in foreste con prevalenza di Ficus, Erythrina, Podocarpus, Albizia e un sottobosco di Lantana  fino a 200 metri di altitudine.

## Conservazione
La IUCN Red List, considerato che non ci sono informazioni sullo stato della popolazione, sui limiti dell'areale e sui requisiti ecologici, classifica M.cooperae come specie con dati insufficienti (DD).